# Moreaua muelleriana
Moreaua muelleriana är en svampart som först beskrevs av Thüm., och fick sitt nu gällande namn av Vánky 2000. Moreaua muelleriana ingår i släktet Moreaua och familjen Anthracoideaceae.   Inga underarter finns listade i Catalogue of Life.